# Empereur Paul Ier
Pour les articles homonymes, voir Paul Ier.
L’Empereur Paul Ier, en russe Imperator Pavel I - Император Павел I, était un cuirassé russe. Sa construction débuta le 27 octobre 1905 au chantier de la Baltique à Saint-Pétersbourg. Lancé le 25 août 1907, il fut conçu par le célèbre ingénieur, chercheur et inventeur russe Vladimir Grigorievitch Choukhov (1853-1939).
Ce cuirassé fut le premier navire à bénéficier de l'architecture utilisant le principe des paraboloïdes (gipar) et de mâts en acier. L’Empereur Paul Ier prit part à la Première Guerre mondiale, à la révolution de février 1917 et la révolution d'octobre 1917.

## Historique
L’Empereur Paul Ier entra en service dans la Marine impériale de Russie le 29 juillet 1910. Il fut affecté dans la flotte de la Baltique comme navire de réserve. Un mois plus tard, le pavillon hissé, le cuirassé entra en campagne.

### Carrière dans la Marine impériale de Russie
En septembre 1910, afin de commencer ses essais en mer, l’Empereur Paul Ier fut ancré dans le port militaire de Kronstadt. Le 20 octobre 1910, il entama la phase finale des tests.
Le 16 juillet 1911, l’Empereur Paul Ier fut affecté dans une escadre de cuirassés de la flotte de la Baltique. Cette escadre comprenait le cuirassé Tsarevitch, le Slava et l’Andreï.
En 1913, l’Empereur Paul Ier effectua une expédition de Portland à Brest.

### Carrière dans la Marine soviétique
Après la révolution d'Octobre 1917, le cuirassé reçut le nom de République (Respublika - Республика). Le 22 septembre 1920, le République fut amarré dans le port de Kronstadt. Le 22 novembre 1923, il fut démantelé, et rayé des effectifs de la Marine soviétique le 21 novembre 1925.

## Commandants à bord de l’EmpereurPaulIer
- Sergueï (Stepan) Nikolaïevitch Dmitriev (de 1915 à 1917)

## Sources
- (ru) Cet article est partiellement ou en totalité issu de l’article de Wikipédia en russe intitulé « Император Павел I (броненосец) » (voir la liste des auteurs).